# Koeripur
Koeripur é uma cidade e uma nagar panchayat no distrito de Sultanpur, no estado indiano de Uttar Pradesh.

## Demografia
Segundo o censo de 2001, Koeripur tinha uma população de 7268 habitantes. Os indivíduos do sexo masculino constituem 51% da população e os do sexo feminino 49%. Koeripur tem uma taxa de literacia de 56%, inferior à média nacional de 59.5%: a literacia no sexo masculino é de 65% e no sexo feminino é de 47%. Em Koeripur, 19% da população está abaixo dos 6 anos de idade.